# Marabella
Marabella es una localidad de Trinidad y Tobago, que forma parte de la ciudad de San Fernando.

## Geografía
La localidad abarca parte de la isla Trinidad y limita al norte con Pointe-à-Pierre (localidad perteneciente a la región de Couva-Tabaquite-Talparo), al sur con Vistabella, Maraj Lands y Tarouba, al este con Union Park y al oeste con el golfo de Paria.

## Historia
El Conglomerado urbano fue incorporado a la Ciudad de San Fernando en los años 90.

## Demografía
Datos demográficos de la localidad de Marabella:
| Gráfica de evolución demográfica de Marabella entre 2000 y 2011 |
|                                                                 |

## Equipación
La localidad es sede del estadio de fútbol Manny Ramjohn.